# 納爾塞阿河

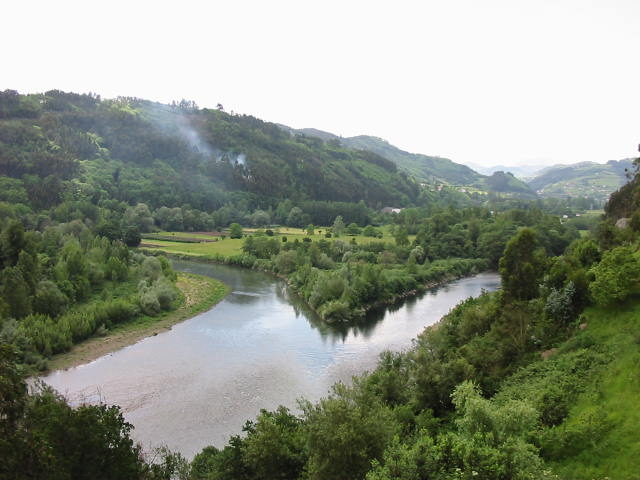
納爾塞阿河

納爾塞阿河（西班牙語：Río Narcea）是西班牙的河流，位於阿斯圖里亞斯，屬於納隆河的支流，河道全長97公里，流域面積1,135方公里，平均流量每秒43.41立方米，該河有鮭魚出沒。
43°28′00″N 6°07′00″W / 43.466667°N 6.116667°W